# Narrows (Virginia)
Narrows es un pueblo situado en el condado de Giles, Virginia  (Estados Unidos). Según el censo de 2010 tenía una población de 2.029 habitantes.

## Demografía
Según el censo del 2000, Narrows tenía 2.111 habitantes, 890 viviendas, y 600 familias. La densidad de población era de 636,8 habitantes por km².
De las 890 viviendas en un 27,9%  vivían niños de menos de 18 años, en un 53,1%  vivían parejas casadas, en un 10,3% mujeres solteras, y en un 32,5% no eran unidades familiares. En el 29,6% de las viviendas  vivían personas solas el 16,2% de las cuales correspondía a personas de 65 años o más que vivían solas. El número medio de personas viviendo en cada vivienda era de 2,35 y el número medio de personas que vivían en cada familia era de 2,9.
Por edades la población se repartía de la siguiente manera: un 22,9% tenía menos de 18 años, un 7,2% entre 18 y 24, un 28,3% entre 25 y 44, un 23,3% de 45 a 60 y un 18,4% 65 años o más.
La edad media era de 39 años.  Por cada 100 mujeres de 18 o más años  había 81,5 hombres.
La renta media por vivienda era de 31.875$ y la renta media por familia de 42.610$. Los hombres tenían una renta media de 31.806$ mientras que las mujeres 22.222$. La renta per cápita de la población era de 17.933$. En torno al 5,4% de las familias y el 8,7% de la población estaban por debajo del umbral de pobreza.

## Localidades adyacentes
El siguiente diagrama muestra a las localidades más próximas a Narrows.